# Carl Gustaf Werander
Carl Gustaf Werander, född 28 maj 1705, död 31 december 1771 i Finska församlingen, Stockholm, var en svensk-finsk präst.

## Biografi
Carl Gustaf Werander föddes 1705. Han var son till kyrkoherden Jakob Werander och Maria Wassbom. Werander blev 1722 student vid Kungliga Akademien i Åbo och var medlem i Österbottens nation. Han avlade 16 juni 1726 magistergraden och prästvigdes 1 november 1727. Werander blev 25 augusti 1727 regementspastor i Österbottens regemente och låg i garnison i Fredrikshamn. Han blev 5 november 1735 kyrkoherde i Gamla Karleby församling, tillträdde 1 maj 1736 och var predikant i prästmötet i Gamla Karleby 1738. Werander blev 5 november 1740 kontraktsprost och flydde 1741 vid ryska anfallet i Finland. Han blev 1738 legationspredikant vid fredskongressen i Åbo 1743 och blev 9 december 1743 kyrkoherde i Simtuna församling, tillträdde 1 maj 1744. Werander utnämndes 8 augusti 1744 till honors prost och var predikant vid prästmötet i Uppsala 1750. Han blev 20 april 1750 kyrkoherde i Finska församlingen, Stockholm, tillträdde 1 maj 1750 och blev 29 maj 1750 assessor i Stockholms konsistorium. Werander blev 25 juni 1769 teologie doktor vid Lunds universitet. Han avled 1771 i Finska församlingen och begravdes 4 januari 1772 på Nikolai kyrkogård.
Werander var riksdagsman vid riksdagen 1740–1741, riksdagen 1742–1743, riksdagen 1751–1752 och riksdagen 1760–1762. Han var ledamot av sekreta utskotten under riksdagen 1740–1741 och riksdagen 1760–1762. Werander avl fullmäktig i Riksbanken 1750 och 1765.

### Familj
Werander gifte sig första gången 26 december 1728 medBrigitta Christina Sand (1713–1759), dotter till kyrkoherden Erik Sand i Lappfjärds församling och Brita Gerner. De fick tillsammans barnen Maria Brita Werander (född 1729), Maria Brita Werander (född 1731), Hedvig Helena Werander (1734–1765) som var gift med primariekämnären Heinrich Ziervogel, Carl Gustaf Werander (1736–1736) och Christina Brita Werander (1740–1794).
Han gifte sig andra gången 30 september 1759  i Finska församlingen, Stockholm med friherrinnan Hedvig Eleonora Lindhielm (1712–1770), dotter till hovmarskalken friherre Axel Lindhielm och Catharina Göthe. Hedvig Eleonora Lindhielm var änka efter kanslirådet Reinhold Gustaf Modée.